# Glorieta de la Concha (Sevilla)

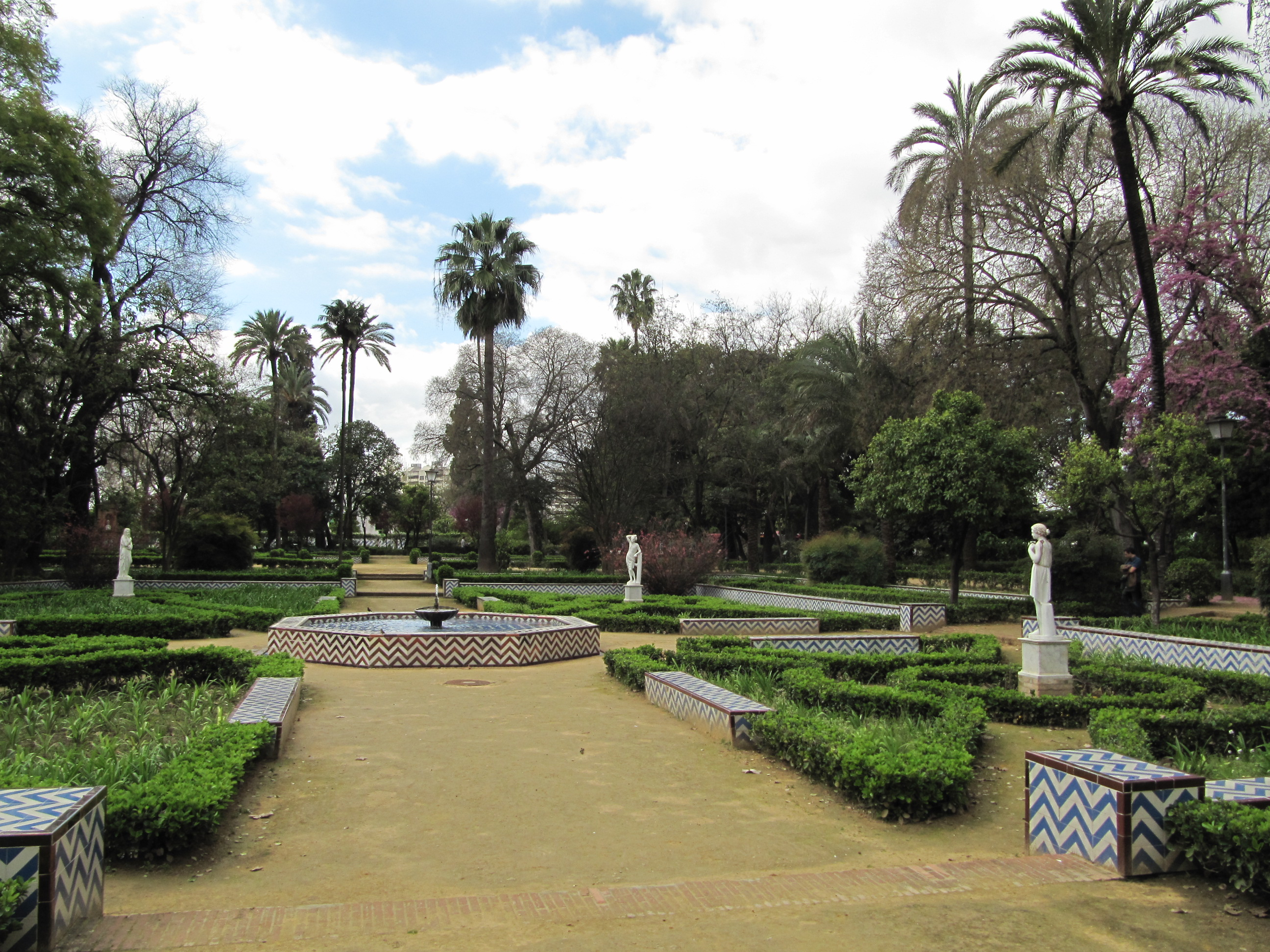
La glorieta desde la avenida de Pizarro.

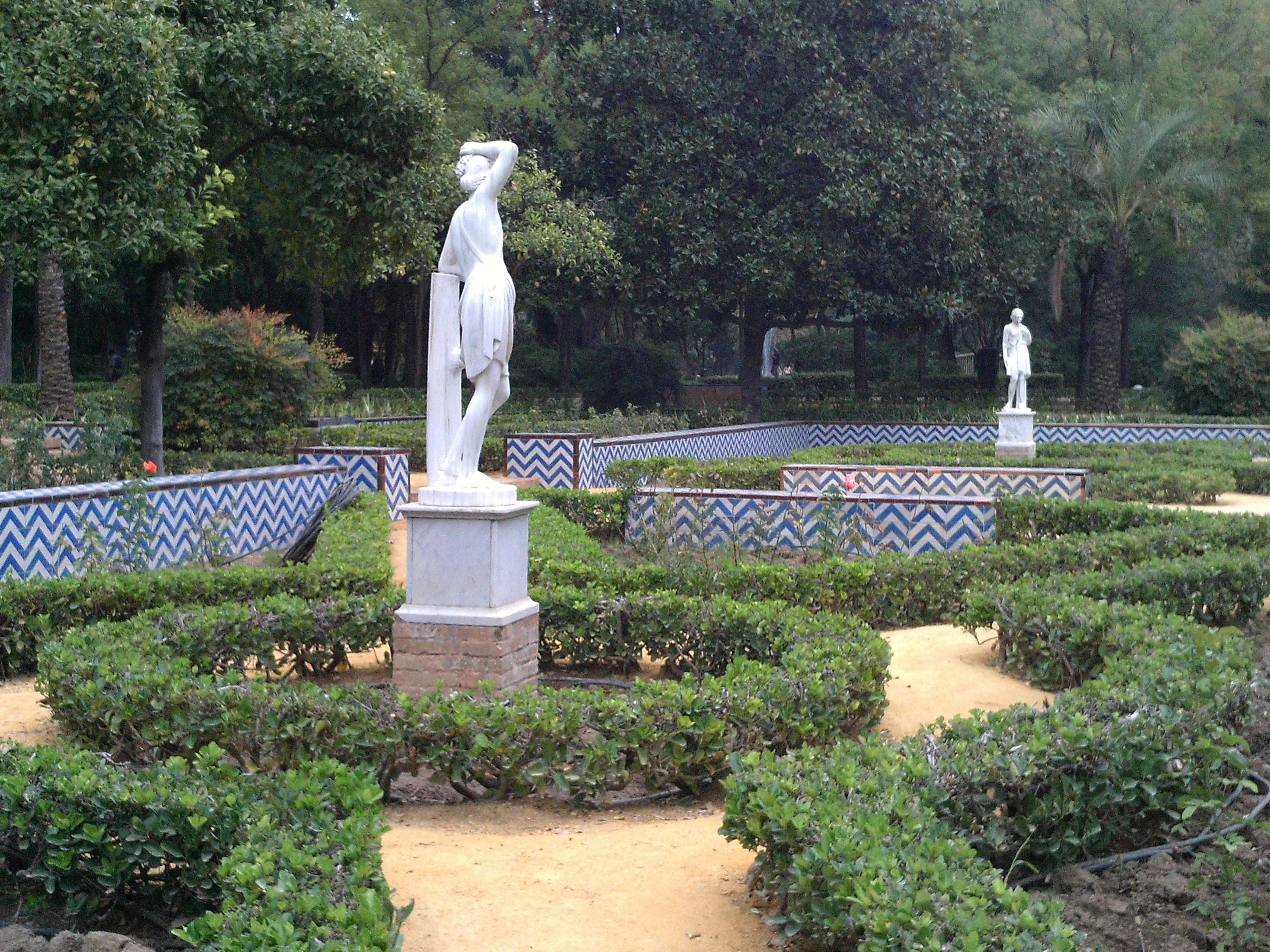
Esculturas alegóricas de las estaciones entre unos caminos de setos.

La glorieta de la Concha se encuentra en el parque de María Luisa de Sevilla, Andalucía, España. Está situada al borde de la avenida de Pizarro.

## Historia
A finales del siglo XIX la infanta María Luisa Fernanda de Borbón cedió parte de los jardines del palacio de San Telmo para que sirvieran de parque público. El paisajista francés Jean-Claude Nicolas Forestier recibió el encargo de la decoración del Parque de María Luisa a comienzos del siglo XX.
Esta glorieta ya estaba en los planos de Forestier de 1911. Se realizó en 1913. Tenía una fuente central con una gran concha. En 1914 se añadieron cuatro estatuas en las esquinas realizadas por Manuel Delgado Brackenbury. La glorieta se inauguró, junto con el parque, en 1914.
El parque sufrió un profundo abandono en los años 30 y 40. La fuente fue rediseñada en los años 60 y la figura que representaba al invierno (la única que quedaba) fue guardada en la Delegación de Parques y Jardines del Ayuntamiento, sita en el antiguo Pabellón de Marruecos de la Exposición Iberoamericana de 1929. La nueva fuente corrió cargo del escultor y ceramista Emilio García Ortiz. Esa década también se sustituyeron los azulejos del perímetro geométrico.
En los años 2000 se realizó una ambiciosa restauración (de 36 millones de pesetas) en la que se añadió una concha similar a la primitiva y se volvieron a colocar cuatro estatuas similares.

## Características

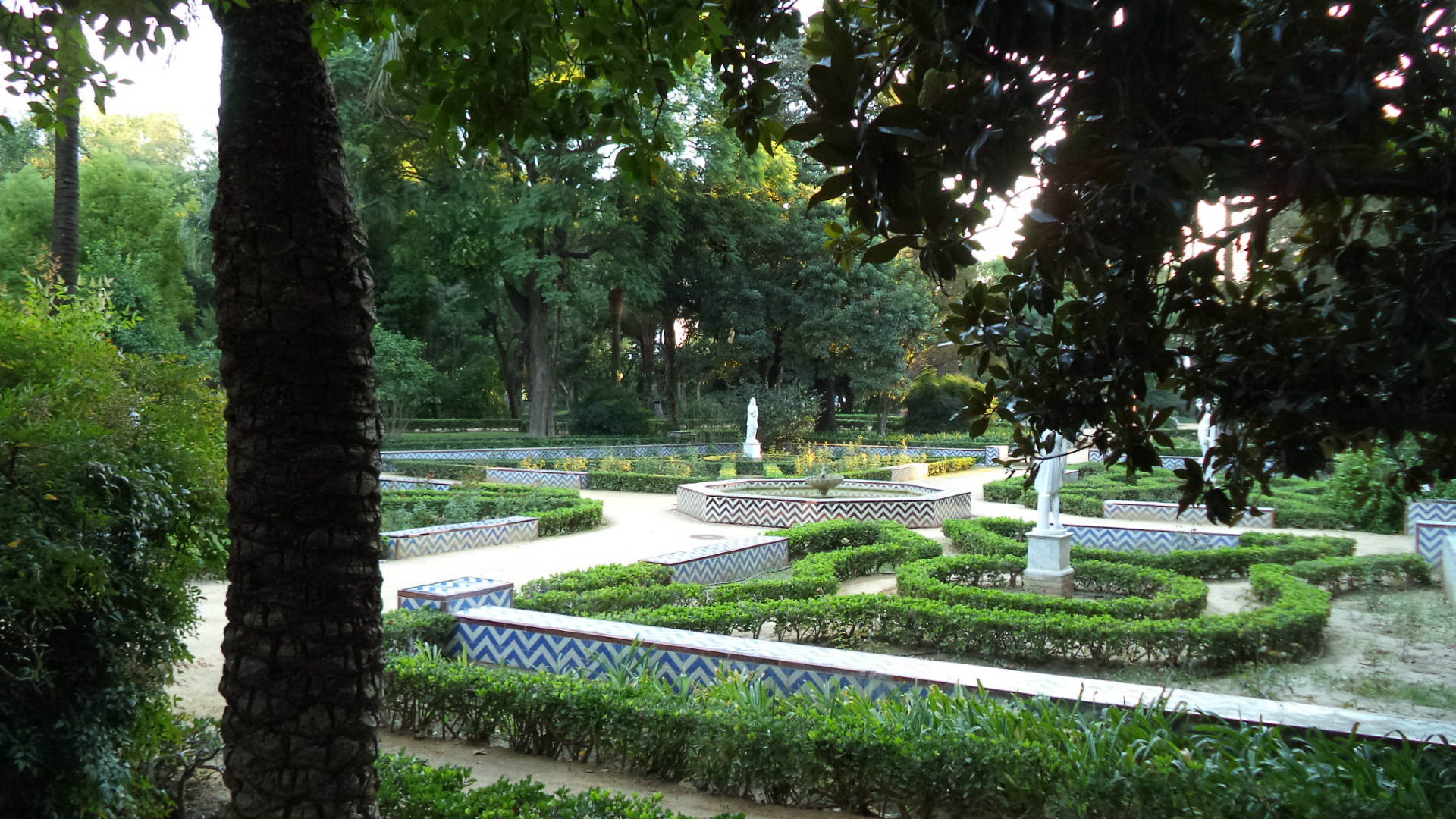
La glorieta desde el exterior.

Recibe este nombre por una concha de cerámica de color cobrizo, restaurada en un par de ocasiones, que tiene la fuente central que la preside.

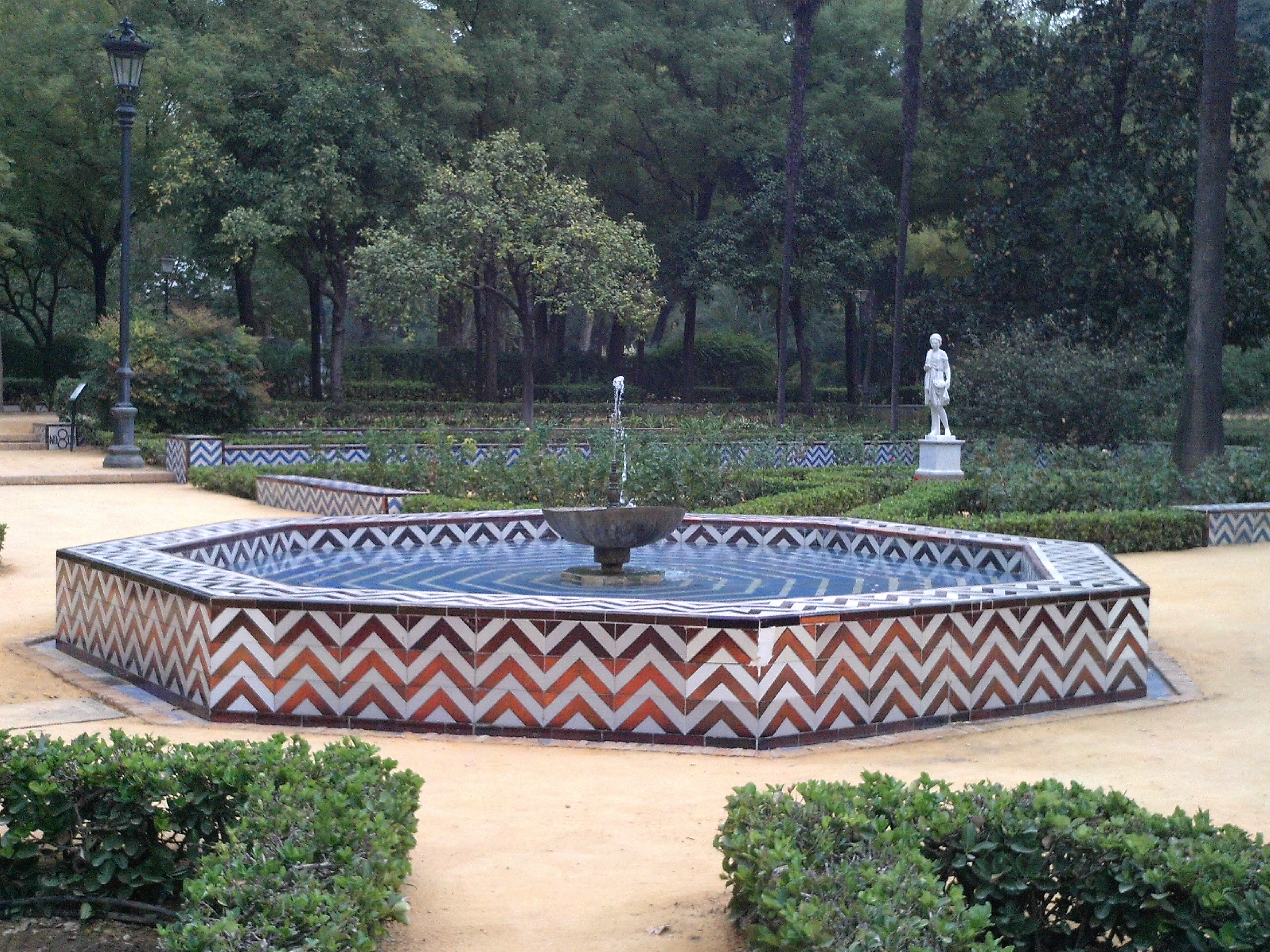
Fuente en la glorieta.

Son destacables la combinación de colores blanco, azul y cobrizo de los azulejos de la fuente, bancos y muretes del entorno. En los parterres laterales se exponen cuatro esculturas que representan las cuatro estaciones del año.

### Flora
Cada uno de los parterres lo forman setos de bonetero (Euonymus japonicus) y en su interior hay plantas de flor. También destacan dos árboles de Júpiter (lagerstroemia indica) y a sus bordes palmeras de la fortuna (trachycarpus fortunei).
Saliendo en dirección de la avenida de Pizarro también vemos sóforas (sophora japonica) con setos de espíreas (spiraea cantoniensis).
Por cada una de sus salidas se accede a la glorieta de Doña Sol, a la Glorieta Azul y a la glorieta de Mas y Prat, respectivamente.